# Carmo do Rio Verde
Carmo do Rio Verde là một đô thị thuộc bang Goiás, Brasil. Đô thị này có diện tích 455,924 km², dân số năm 2007 là 15897 người, mật độ 16,6 người/km².